# Privlaka (Dalmácie)

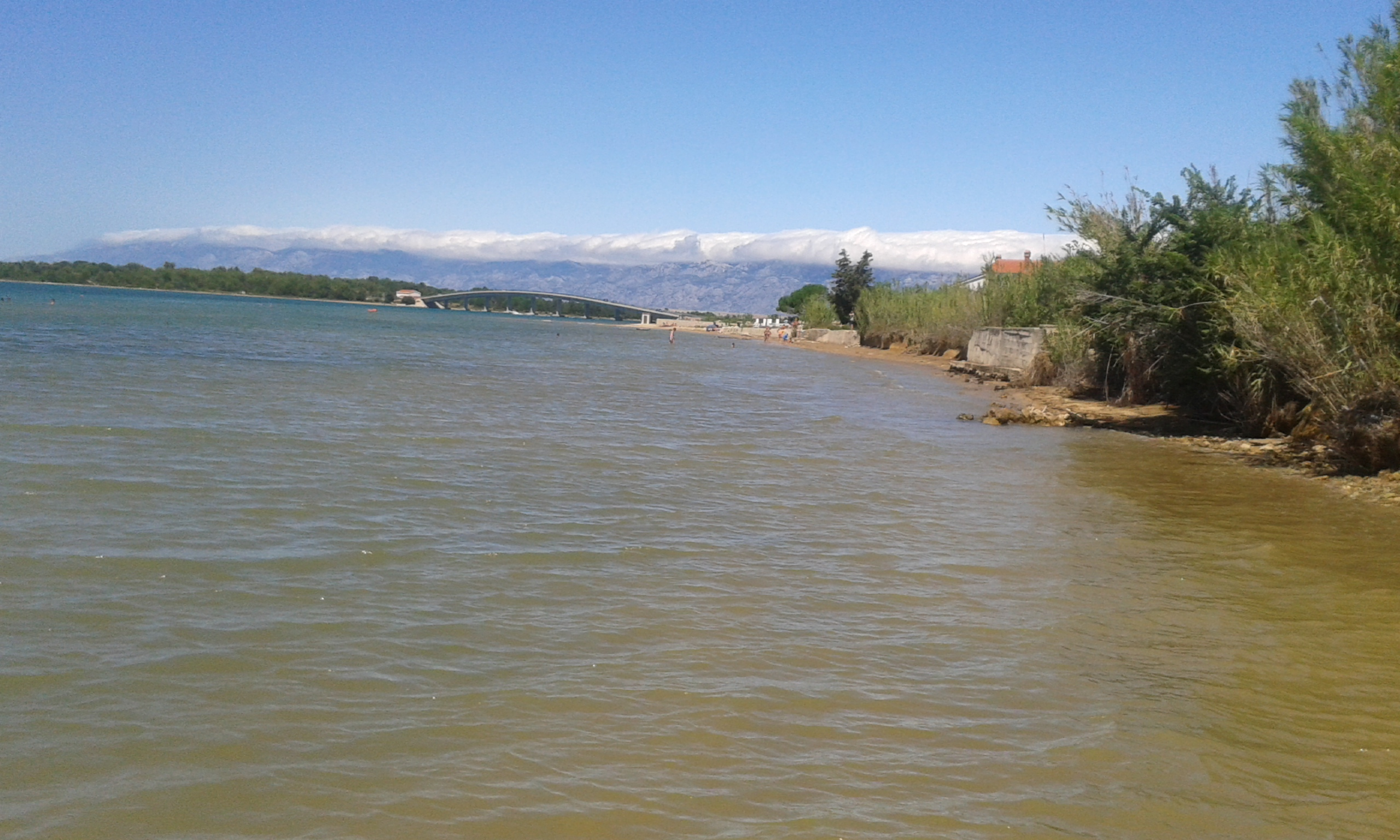
Výhled na most vedoucí na ostrov Vir z Privlaky

Privlaka je chorvatská opčina a vesnice na pobřeží Jaderského moře, přičemž tato vesnice je jediným sídlem opčiny. Nachází se v Zadarské župě přibližně 5 km severozápadně od Ninu a 22 km od Zadaru. Obec je spojena betonovým mostem přes úžinu Privlački gaz s ostrovem Vir.

## Obyvatelstvo
V roce 2011 zde žilo 2253 obyvatel, z nichž jsou z 96,14 % Chorvati.

## Využití
Vesnice je turisticky vyhledávaná, protože se zde rozprostírá jedna z mála písečných pláží v Chorvatsku. Bylo zde naměřeno 2 550 hodin slunečního svitu ročně[zdroj?]. V místním přístavu dosahuje hloubka moře přibližně 3 metry. Na severní straně se nachází hory s národním parkem Paklenica.

## Historie
Okolí vesnice je nepřetržitě osídleno již od mladší doby kamenné, o čemž svědčí archeologické nálezy neolitických osad. Byly zde nalezené také zlaté předměty z doby bronzové a architektonické fragmenty i nápisy z dob starověkého Říma.
První písemné zmínky o Privlace pochází z 10. dubna 1296. Středověká Privlaka byla v roce 1570 vypleněna a zničena Turky. Dochoval se pouze románský kostel svatého Vida.